# Spångholmsdammen
Spångholmsdammen är en sjö i Gävle kommun i Gästrikland och ingår i Hamrångeåns huvudavrinningsområde. Sjön har en area på 0,154 kvadratkilometer och ligger 42,9 meter över havet. Sjön avvattnas av vattendraget Hamrångeån.

## Delavrinningsområde
Spångholmsdammen ingår i det delavrinningsområde (675956-156555) som SMHI kallar för Utloppet av Spångholmsdammen. Medelhöjden är 47 meter över havet och ytan är 1,07 kvadratkilometer. Räknas de 67 avrinningsområdena uppströms in blir den ackumulerade arean 378,22 kvadratkilometer. Avrinningsområdets utflöde Hamrångeån mynnar i havet. Avrinningsområdet består mestadels av skog (86 procent). Avrinningsområdet har 0,15 kvadratkilometer vattenytor vilket ger det en sjöprocent på 14,3 procent.